# Вольвариелла шелковистая
Вольварие́лла шелкови́стая (лат. Volvariella bombycina) — гриб рода Вольвариелла семейства Плютеевые (Pluteaceae).

## Описание

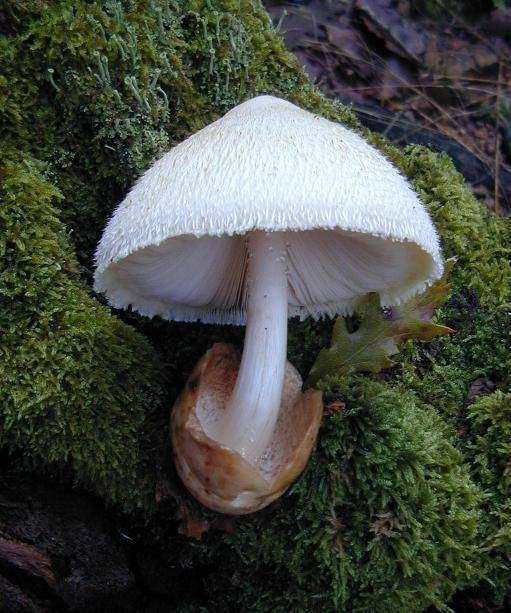
Volvariella bombycina

Шляпка 7—18 см в диаметре, у молодых экземпляров в форме колокольчика, затем плоско-выпуклая, сухая, от белого до светло-охряно-коричневого цвета, с густыми, прижатыми, радиально расположенными волокнистыми чешуйками, с беловатым или желтоватым оттенком.
Пластинки свободные, у молодых грибов белые, затем розоватые.
Ножка 7—19 см длиной и 1—2 см диаметром, цилиндрическая, беловатая, у основания с большой, широкой, мешотчатой вольвой грязного бело-жёлтого или коричневого цвета.
Мякоть белая, толстая, впоследствии желтеющая, вкус и запах приятные.
Споровый порошок розовый.
Споры розоватые, эллипсоидные, гладкие.

## Распространение и экология
Это редкий, но широко распространённый вид, который встречается в Азии, Австралии, Европе, Северной Америке и странах Карибского бассейна. Встречается летом и осенью в лиственных и смешанных лесах, парках и т. д., на живых и отмерших стволах лиственных деревьев.